# Szczyt NATO w Rydze 2006
Szczyt NATO w Rydze w 2006 – 22. szczyt NATO, zorganizowany w Rydze na Łotwie (w budynku Olimpiskais Sporta centrs) w dniach 28–29 listopada 2006.
Był to pierwszy szczyt NATO na terenie byłego Związku Radzieckiego. Głównymi jego tematami była Wojna w Afganistanie oraz przyszła rola i granice Sojuszu. Szczyt skupił się również na dalszej transformacji sojuszu w ramach zobowiązań podjętych na szczycie NATO w Pradze w 2002 r.

## Główne problemy
Najważniejszą sprawą dyskutowaną w Rydze była kwestia obecności NATO w Afganistanie (ISAF). W czasie szczytu w Rydze prezydent USA George W. Bush, premier Wielkiej Brytanii Tony Blair, premier Kanady Stephen Harper oraz premier Holandii Jan Peter Balkenende, zaapelowali do europejskich członków Sojuszu o zwiększenie ich obecności wojskowej w Afganistanie oraz o zdjęcie z wojsk obostrzeń narodowych, określających możliwości i zakres ich działań.
Drugą istotną kwestią, jaką poruszono w czasie szczytu, była przyszła rola i granice Sojuszu. Dyskutowano o tym, czy NATO ma być regionalnym sojuszem obronnym, jak postulowała Francja, czy raczej ma przybrać charakter globalnej organizacji, reagującej na zagrożenia bezpieczeństwa w różnych rejonach świata, za czym opowiadały się USA i Wielka Brytania. Dodatkowo, sporną kwestią było ułożenie formalnych relacji z państwami leżącymi daleko poza granicami Sojuszu, jak Australia, Japonia czy Korea Północna. Państwa te były obecne w misjach pod przywództwem NATO. Stany Zjednoczone opowiadały się za bliższymi relacjami z tymi państwami.
W obu sprawach, zarówno w sprawie zaangażowania w Afganistanie, jak i idei „globalnej roli NATO” nie osiągnięto konsensusu, a dyskusja nad tymi problemami trwała nadal.

## Rezultaty szczytu

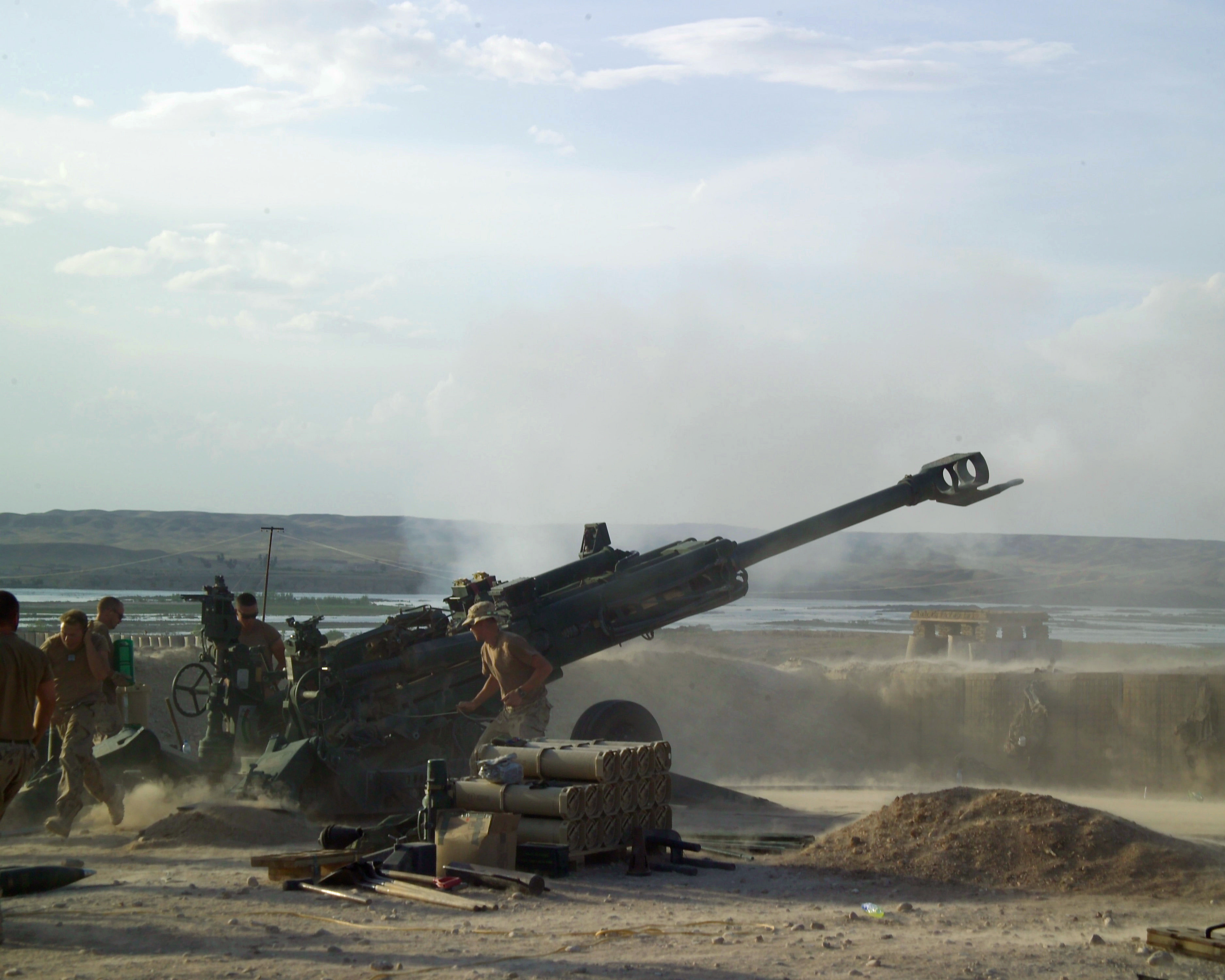
Wojska kanadyjskie w walkach w Afganistanie

Rada Północnoatlantycka (NAC) 29 listopada 2006 przyjęła „Deklarację Szczytu Ryskiego”, która zawierała najważniejsze postanowienia szczytu.

### Misje NATO
- najważniejszym priorytetem NATO został wkład w pokój i bezpieczeństwo w Afganistanie. Celem NATO było wsparcie Afganistanu w budowie demokratycznego społeczeństwa.
- kontynuowanie misji NATO w Kosowie (KFOR), misji Active Endeavour na Morzu Śródziemnym oraz Misji Szkoleniowej NATO w Iraku (szkolenie służb bezpieczeństwa).

### Rozszerzenie NATO i współpraca z państwami sąsiedzkimi
- deklaracja zaproszenia trzech państw, objętych już Planem Działań na rzecz Członkostwa (MAP): Albanii, Chorwacji i Macedonii, do członkostwa w Sojuszu na szczycie NATO w Bukareszcie w 2008.
- zaproszenie Bośni i Hercegowiny, Czarnogóry i Serbii do Partnerstwa dla Pokoju
- kontynuacja Zintensyfikowanego Dialogu z Gruzją i Ukrainą
- uruchomienie Inicjatywy Współpracy Szkoleniowej (Training Cooperation Initiative) – dzielenie się doświadczeniami szkoleniowymi z partnerami w ramach współpracy w Dialogu Śródziemnomorskim (Mauretania, Maroko, Algieria, Tunezja, Egipt, Izrael, Jordania) i Stambulskiej Inicjatywy Współpracy (Szerszy Bliski Wschód). W ramach współpracy przewidziano m.in. rozszerzenie uczestnictwa tych krajów w programach szkoleniowych i edukacyjnych, przedsięwzięcia partnerskie oraz utworzenie fakultetu ds. Bliskiego Wschodu w Akademii Obrony NATO.

### Bezpieczeństwo energetyczne
- przyznanie, że bezpieczeństwo Sojuszu może być zagrożone zakłóceniami w dostawach podstawowych surowców.
- zalecenie dyskusji w ramach Rady Północnoatlantyckiej na temat zagrożeń bezpieczeństwa energetycznego.
- zalecenie podejmowania międzynarodowych działań, promujących bezpieczeństwo energetyczne.

### Zdolności i możliwości NATO
- ogłoszenie osiągnięcie pełnej zdolności operacyjnej przez Siły Odpowiedzi NATO (NATO Response Force)
- uruchomienie systemu Aktywnego Wielopoziomowego Teatru Działań Obrony Przeciwrakietowej 2010 (Active Layered Theatre Missile Defence, ALTBMD), w ramach którego do 2010 Sojusz dysponowałby systemem ochrony wojsk przeciw pociskom rakietowym. Systemem, który składałby się z systemu wczesnego ostrzegania, radarów i myśliwców przechwytujących[3].
- Szefowie państw i rządów NATO przyjęli również dokument Wszechstronnego Doradztwa Politycznego (Comprehensive Political Guidance, CPG), który wyznaczał ramy współpracy i kierunki transformacji politycznej Sojuszu w ciągu kolejnych 10–15 lat. Za główne zagrożenia nadchodzącej dekady uznano w nim: terroryzm, proliferację, państwa upadłe, kryzysy regionalne, niewłaściwe używanie nowych technologii i zakłócenia w przepływie podstawowych surowców. Celem Sojuszu miało być dostosowanie się do nowych zagrożeń i wypracowanie odpowiednich zdolności przeciwdziałania im. Dokument przewidywał kontynuowanie przez NATO prowadzenia misji, wprowadzając zasadę, że 40% sił zbrojnych państw członkowskich musi być gotowe do przegrupowania, a 8% musi stale uczestniczyć w misjach zagranicznych[4].

## Środki bezpieczeństwa

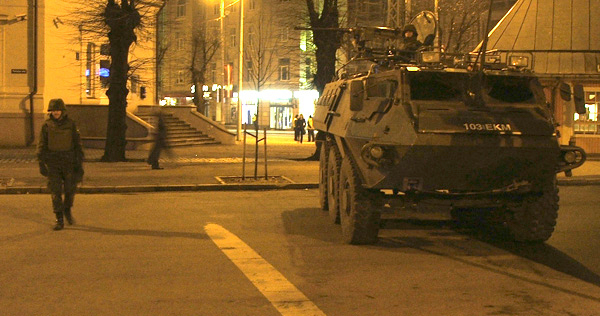
Środki bezpieczeństwa na ulicach Rygi, listopad 2006

W celu zabezpieczenia szczytu w centrum Rygi zamknięte zostały ulice i wprowadzono zakaz parkowania. Około 9 tysięcy żołnierzy i policjantów strzegło bezpieczeństwa szczytu. Dodatkowo ponad 450 lotników z siedmiu krajów NATO strzegło strefy zakazu lotów nad miastem w ramach operacji Operation Peaceful Summit. Do wsparcia sił bezpieczeństwa skierowano Polski Kontyngent Wojskowy na Łotwie, liczący ok. 95 żołnierzy.